# Stevia Egbus Mikuni
Stevia Egbus Mikuni (三國 スティビアエブス Mikuni Stevia Egbus?), född 31 maj 1998 i Tokyo prefektur, är en japansk fotbollsspelare.
Mikuni började sin karriär 2020 i Mito HollyHock.